# ملکه بدجنس
ملکه که همچنین با عنوان‌های ملکه شیطانی یا ملکه شریر نیز شناخته می‌شود، ، یک شخصیت خیالی در داستان عامیانه‌ای به قلم برادران گریم که در حومه ی یکی از شهرهای آلمان روایت می‌شود: داستان‌های مشابهی نیز در کشورهای دیگر موجود و شناخته شده‌اند. او هماورد اصلی داستان سفیدبرفی است

## شخصیت
ملکه به عنوان نامادری شرور و کینه‌جوی سفیدبرفی به‌شمار می‌رود. سفید برفی پرنسس جوان باعث احساس حسادت او می‌شود، بنابراین ملکه به دنبال چندین راه برای کشتن سفید برفی با استفاده از جادو و افسون می‌گردد. نیروی محرکه در این افسانه، آینهٔ جادویی ملکه است. این روایت درس عبرتی برای آگاهی کودکان جوان در برابر احساس خودشیفتگی و غرور است. او اغلب به عنوان جالب‌ترین شخصیت افسانه سفید برفی در نظر گرفته شده‌است و توسط محققان ادبی و روان‌شناسان مورد بررسی و ارزیابی قرار گرفته‌است.
خودخواهی و حسادت او و مسموم کردن سفیدبرفی توسط سیب سمی ، باردیگر یادآور شیطان و ترغیب آدم و حوا به خوردن سیب ممنوعه است.
نکته : سفید برفی در نسخه ی اصلی داستان دختر واقعی وی بود ولی از سال ۱۸۱۲ به عنوان دخترخوانده ی او شناخته شد.